# Argusto
Argusto est une commune de la province de Catanzaro dans la région Calabre en Italie.

## Administration
| Période                                  | Période  | Identité           | Étiquette       | Qualité |
| ---------------------------------------- | -------- | ------------------ | --------------- | ------- |
| 29 mai 2006                              | En cours | Vincenzino Daniele | Centro-Sinistra |         |
| Les données manquantes sont à compléter. |          |                    |                 |         |

### Communes limitrophes
Cardinale, Chiaravalle Centrale, Gagliato, Petrizzi